# أندريه رويو
أندريه رويو (بالإنجليزية: Andre Royo)‏ هو منتج أفلام ومخرج وممثل أمريكي، ولد في 18 يوليو 1968 بذا برونكس في الولايات المتحدة.

## أعمال

### أفلام
- (2000) شافت[6]
- (2012) الذيول الحمراء[7]
- (2012) بيغ فوت
- (2012) حسابات خاصة
- (2012) ذا كولكشن
- (2013) المدهش الآن

### مسلسلات
- الإبتدائية[8][9][10]
- ذا واير
- ميامي
- نيويورك
- عقول إجرامية
- يد الإله

## وصلات خارجية
- أندريه رويو على موقع IMDb (الإنجليزية)
- أندريه رويو على موقع روتن توميتوز (الإنجليزية)
- أندريه رويو على موقع ألو سيني (الفرنسية)
- أندريه رويو على موقع أول موفي (الإنجليزية)
- أندريه رويو على موقع قاعدة بيانات برودواي على الإنترنت (الإنجليزية)
- أندريه رويو على موقع قاعدة بيانات الفيلم (الإنجليزية)
- أندريه رويو على موقع كينوبويسك (الروسية)